# Norva und Sam retten die Welt
Norva und Sam retten die Welt ist ein thailändischer 3D-Animationsfilm aus dem Jahr 2012, der von der Kantana Group unter der Regie von Kompin Keamkumned vertrieben wird. Es ist die Geschichte der Abenteuer von drei jungen Männern aus zwei der Weltmetropolen, New State Trinity Capital und Karen Village in Nordthailand, um die Welt vor der Wiederherstellung nach einem Katastrophenfall aufgrund der globalen Erwärmung zu retten. Die deutsche Erstaufführung war am 14. März 2014 bei Super RTL.

## Kritik
Das Lexikon des internationalen Films beurteilte den Film als naiv und „mit politisch korrekten Heilsbotschaften“ überfrachtet.